# 孫完
孫完（1375年—？），字孟學，浙江紹興府蕭山縣人，民籍，明朝政治人物。進士出身。

## 生平
縣學生，浙江鄉試第三十一名。建文二年（1400年）庚辰科會試第七十四名，殿試登進士三甲。

## 家族
曾祖孫景春、祖父孫梅友，父亲孫惟善。